# پایاری
پایاری (به لاتین: Payari) یک منطقهٔ مسکونی در بنگلادش است که در Magura Sadar Upazila واقع شده‌است.